# Berkenrhode
Berkenrhode is een gemeentelijk monument in het prins Hendrikpark van Baarn in de provincie Utrecht. 
De villa aan de Prins Bernhardlaan is een blokvormig herenhuis, vergelijkbaar met dat op Marielaan 8. Links van het gebouw is een serre aangebouwd met glas-in-lood bovenlichten. De symmetrische voorgevel is met metselwerk in renaissancestijl gedecoreerd.
Bij een grote verbouwing in 1909 is het pand aan de achterzijde uitgebouwd. Het huis werd in 2014 gerestaureerd, nadat het jarenlang een bouwval was die overwoekerd raakte met klimop.